# Winter-Universiade 2013/Shorttrack
Bei der Winter-Universiade 2013 wurden acht Wettkämpfe im Shorttrack ausgetragen.

## Bilanz

### Medaillenspiegel
| Platz  | Land     | Gold | Silber | Bronze | Gesamt |
| ------ | -------- | ---- | ------ | ------ | ------ |
| 1      | Südkorea | 4    | 3      | 1      | 8      |
| 2      | China    | 3    | –      | 2      | 5      |
| 3      | Ungarn   | 1    | 1      | 1      | 3      |
| 4      | Kanada   | –    | 3      | 2      | 5      |
| 4      | Russland | –    | 1      | 1      | 2      |
| 4      | Litauen  | –    | –      | 1      | 1      |
| Gesamt | Gesamt   | 8    | 8      | 8      | 24     |

### Medaillengewinner

#### Männer
| Disziplin      | Gold                                                   | Silber                                                                | Bronze                                                                  |
| -------------- | ------------------------------------------------------ | --------------------------------------------------------------------- | ----------------------------------------------------------------------- |
| 500 m          | Lee Hyo-been                                           | Patrick Duffy                                                         | Shi Jingnan                                                             |
| 1000 m         | Noh Jin-kyu                                            | Um Cheon-ho                                                           | Guillaume Bastille                                                      |
| 1500 m         | Noh Jin-kyu                                            | Um Cheon-ho                                                           | Yoan Gauthier                                                           |
| 5000 m Staffel | UngarnBence Béres Csaba Burján Viktor Knoch Bence Oláh | KanadaGuillaume Bastille Patrick Duffy Yoan Gauthier Sebastien Landry | RusslandDmitri Mjasnikow Dmitri Migunow Andrei Michasew Eduard Strelkow |

#### Frauen
| Disziplin      | Gold                                                                      | Silber                                                                         | Bronze                                                            |
| -------------- | ------------------------------------------------------------------------- | ------------------------------------------------------------------------------ | ----------------------------------------------------------------- |
| 500 m          | Wang Xue                                                                  | Caroline Truchon                                                               | Agnė Sereikaitė                                                   |
| 1000 m         | Guo Yihan                                                                 | Lee Eun-byul                                                                   | Tao Jiaying                                                       |
| 1500 m         | Tao Jiaying                                                               | Bernadett Heidum                                                               | Hwang Hyun-sun                                                    |
| 3000 m Staffel | SüdkoreaHwang Hyun-sun Lee Eun-byul Lee So-youn Song Jae-won Choi Ji-hyun | RusslandJulija Kitschapowa Emina Malagitsch Lija Stepanowa Jewgenija Sacharowa | UngarnBernadett Heidum Andrea Keszler Zsófia Kónya Szandra Lajtos |